# AS Béziers Hérault (bóng đá)
Association sportive de Béziers là một đội bóng đá Pháp thi đấu ở thành phố Béziers, Hérault. Đội được thành lập vào năm 1911 và biến mất vào năm 1990, do vấn đề tài chính. Đội bóng là bộ phận bóng đá của câu lạc bộ bóng bầu dục thành công AS Béziers Hérault.

## Danh hiệu
- Chơi ở Ligue 1 mùa 1957-58

## Lịch sử huấn luyện viên
- Jules Dewaquez (1933–1934)
- Jean Jourdan
- Grumbaum
- Istvan Berecz (1947–1949)
- Joseph Azema (1949–1950)
- Curt Keller (1950–1951)
- René Llense (1951–1952)
- André Riou (1952–1953)
- Gaston Plovie (1953–1955)
- Pepi Humpal (1955–1958)
- Marcel Tomazover (1958–1959)
- Aimé Nuic (1959–1962)
- René Pleimelding (1962–1964)
- Brynley Griffith (1964)
- Marcel Tomazover (1964–1966)
- Spasoje Nikolić (1966–1967)
- Stanislas Golinski (1967–1969)
- Aimé Nuic (1969)
- Jean Jean (1969)
- Lubyche Stevanovitch (1969–1970)
- Hector Maison (1970–1971)
- Jean-Marie Couronne (1971–1973)
- Adolphe Martinez (1973)
- Camille Passi (1973–1974)
- Joseph Bonnel (1974–1977)
- Vojislav Melić (1977–1979)
- José Pelletier (1979–1983)
- Daniel Armand (1983)
- Jean-Pierre Destrumelle và Daniel Armand (1983–1984)
- Jean-Pierre Borgoni (1984)
- Angelo Morra (1984)
- Paul Dolezar và Daniel Armand (1984–1985)
- Paul Dolezar (1985–1986)
- Robert Vicot (1986)
- Daniel Armand (1986–1987)
- Eric Firoud (1987–1988)
- Daniel Rey (1989–1990)
- Garcia (1990)